# Darija (stacja kolejowa)
Darija (kaz. Дария, ros. Дария) – stacja kolejowa w miejscowości Darija, w rejonie Szet, w obwodzie karagandyjskim, w Kazachstanie. Położona jest na linii Astana – Szu, na trasie Nowego Jedwabnego Szlaku.